# خوسيه ميغيل كاريرا
خوسيه ميغيل كاريرا (بالإسبانية: José Miguel de la Carrera y Verdugo)‏ هو عسكري وسياسي تشيلي، ولد في 15 أكتوبر 1785 بسانتياغو في تشيلي، وتوفي في 4 سبتمبر 1821 بمندوزا في الأرجنتين بسبب إعدام رميا بالرصاص.

## روابط خارجية
- خوسيه ميغيل كاريرا على موقع الموسوعة البريطانية (الإنجليزية)